# Mercedes Iridoy Olascoaga
Mercedes Iridoy Olascoaga (Fuenterrabía; 7 de junio de 1924 - Ibidem; 24 de mayo de 2022) fue una política española, que desempeñó el cargo de alcaldesa de Fuenterrabía entre 1973 y 1977.

## Historia
Mercedes Iridoy nació en julio de 1923 en el seno de una familia de clase media en la ciudad de Fuenterrabía. Desde siempre ha sentido un gran interés por la cultura. Esa inquietud al contrario de lo habitual para las mujeres de su época le ha proporcionado siempre un incansable deseo de aprender y de superarse. Desfiló como "cantinera" en el año 1941 en el tradicional Alarde celebrado durante las fiestas patronales de Fuenterrabía. Lo hizo además en la recién formada Compañía Mixta (1940) compuesta por aquel entonces de iruneses y algunos veraneantes. 
El 17 de agosto del año 2016, la Junta Local de Gobierno del Ayuntamiento resolvió concederle la Insignia de Oro de la Ciudad por "su contribución a la mejora de la sociedad de Hondarribia desde la acción municipal, el compromiso social y la expresión cultural a través de su testimonio vital imprescindible", que le fue entregada el 7 de septiembre de 2016 en un acto, en el salón de plenos del Ayuntamiento. Por su parte, en el mes de julio del año 2021, integrantes de la sociedad Klink le hicieron entrega de la Llave de Oro de la Sociedad. 
Mercedes falleció el 24 de mayo de 2022 a los 98 años.

## Incursión en la política
Años más tarde, en 1973, comienza la incursión en la política de Mercedes que por aquellos años se dedicaba a cuidar de su familia. Con la salida del hasta entonces alcalde, Pedro Aguinagalde, los concejales del ayuntamiento pensaron en ella como sucesora a la alcaldía de Fuenterrabía. Fue inusual teniendo en cuenta su condición de mujer y el papel que estas tenían reservado durante la dictadura franquista. Además, el hecho de no haber tenido ninguna vinculación a la política hacia más excepcional que hubiese sido propuesta como sucesora a alcaldía. Sin embargo, y tras reflexionar la decisión, Mercedes Iridoy aceptó el cargo. El reto que se le presentó no fue nada fácil, por un lado debía lidiar con la tensa situación política que reinaba en toda España y más concretamente en el País Vasco, y por otro lado debía hacer frente a la grave situación económica del Ayuntamiento que no contaba con ningún tipo de liquidez.
Por tanto, fueron años muy difíciles en los que Mercedes pese a los obstáculos que se le presentaron impulsó el crecimiento del pueblo. Para ello hubo de hacer grandes esfuerzos por conseguir subvenciones por parte del gobierno para la ciudad. Con ese fin realizó numerosos viajes a la capital en los que con su carisma y talante fraguó excelentes relaciones con políticos destacados del momento como Marcelino Oreja. Consiguió sacar adelante grandes proyectos como la construcción del Instituto Pedro Aguinagalde o el ambulatorio Itxas Etxea. En la etapa como alcaldesa de Mercedes Iridoy son destacables las visitas de numerosas personalidades, como la realizada en julio de 1973 por los entonces príncipes de España, Juan Carlos de Borbón y Sofía de Grecia.

## Incidente 1976 y dimisión
Fue en 1976, durante las fiestas patronales del mes de septiembre cuando Mercedes vivió sus peores momentos como alcaldesa de la ciudad. La tensión política era muy grande en aquellos tiempos y la Guardia Civil estaba interviniendo en la mayoría de las fiestas patronales de la provincia. La alcaldesa consiguió que el entonces gobernador civil de la provincia, Manuel Menéndez Manjón, le prometiese que mantendría a la Guardia Civil, -cuyo comandante en Guipúzcoa era Antonio Tejero Molina- fuera de la ciudad para así evitar altercados. Sin embargo, cuando se estaba celebrando en el Parador de Carlos V la cena oficial ofrecida por el Ayuntamiento a las autoridades civiles, eclesiásticas y militares, unos cientos de vecinos se acercaron hasta la Plaza de Armas en manifestación al grito de "Asesinos". Mercedes Iridoy que desconocía las causas de la manifestación fue informada de que el joven irunés Jesús María Zabala Erasun había fallecido por heridas de bala a manos de la Guardia Civil que trataba de disolver una manifestación que pedía la libertad de Pertur, desaparecido en Francia ese mismo mes. Así pues la Guardia Civil no cumplió con su promesa hecha a la alcaldesa y entró en la ciudad. Ante esta situación la alcaldesa Mercedes Iridoy, muy afectada se dirigió al gobernador civil, Antonio Tejero, acusándolo de mentiroso y de faltar a su palabra. Tras esto se dirigió al centro del pueblo para conocer el desarrollo de los acontecimientos y tratar de esclarecer los hechos en compañía de las autoridades municipales.
Al día siguiente la ciudad amaneció plagada de crespones negros en señal de luto. Mercedes Iridoy, que no durmió aquella noche, convocó un pleno extraordinario de la Corporación Municipal a las 10:30 de aquella mañana. El Ayuntamiento acordó hacer constar en acta la enérgica protesta y repulsa por los hechos que ocasionaron la muerte del joven Zabala, y suspender las fiestas del pueblo en señal de duelo. Por su parte la alcaldesa Mercedes Iridoy, manifestó que consideraba los hechos suficientemente graves como para presentar su dimisión. En ese momento se estableció un diálogo entre los representantes municipales y los vecinos asistentes a la reunión: Por último, se acordó presentar la dimisión en pleno después de los actos religiosos que se organizasen en memoria del fallecido. Ese mismo día, y tras la dimisión de la Corporación en pleno, se celebró una manifestación encabezada por la alcaldesa Mercedes Iridoy. La policía trató de reprimir esta manifestación disparando pelotas de goma, sin embargo un pequeño grupo formado por personas como la alcaldesa dimisionaria y el escultor Eduardo Chillida permaneció inmóvil.
La dimisión de Mercedes Iridoy no sería admitida hasta siete meses después cuando con motivo de su despedida, las autoridades y el pueblo de Fuenterrabía le rindieron un sentido homenaje.